# Корейський календар
Корейський календар (кор. 단군, трансліт. танґун) — календар, що використовується в Кореї. Дати обчислюються за корейським меридіаном (135-й східний меридіан для сучасної Південної Кореї), а обряди та свята базуються на корейській культурі.
Традиційно у Кореї використовувався місячно-сонячний календар, але наприкінці правління династії Чосон 17 листопада 1895 року за місячним календарем було встановлено як 1 січня 1896 року за сонячним разом з уведенням в обіг григоріанського календаря. Цю епоху правління династії назвали окремим ім'ям «Кон'ян (建陽)». Місячно-сонячний календар у Кореї досі використовується, втім його використання радше пов'язано виключно зі святами й ритуалами. Найбільшими фестивалями в Кореї, що святкують за корейським календарем, є Соллаль, перший день традиційного корейського Нового року, і Чхусок, свято врожаю. Інші важливі фестивалі включають Тано (фестиваль весни) і Самджіналь (фестиваль приходу весни). Незначні фестивалі включають Юду (літній фестиваль) і Чхільсок (фестиваль мусонів).

## Історія
Як і більшість традиційних календарів країн Східної Азії, корейський календар походить від китайського календаря. У традиційному корейському календарі роки розділялися через корейські ери правління від 270 до 963 рр., потім через китайські ери правління разом із корейськими до 1894 року. У 1894 і 1895 рр. використовувався місячний календар із роками, пронумерованими від заснування династії Чосон в 1392 році.
Григоріанський календар був прийнятий 1 січня 1896 року з корейською назвою «Кон'ян» (건양, 建陽, букв. «прийняття сонячного календаря»).
З 1945 по 1961 рік у Південній Кореї роки за григоріанським календарем відраховувалися від заснування Кочосона у 2333 році до н. е. (вважався першим роком), дати легендарного заснування Кореї Тангуном. Таким чином ці роки «Танґі» (단기, 檀紀) становили від 4278 до 4294 рр. Ця нумерація неофіційно використовувалася разом із корейським місячним календарем і до 1945 року, але з 1961 року стала непридатною. У Північній Кореї використовувалася до 1997 року.
Незважаючи на те, що традиційний корейський календар у Південній Кореї не є офіційним, уряд все ще його підтримує. Поточна версія базується на східноазійському календарі Шисянь (시헌력, 時憲暦, сіхолльок), який, своєю чергою, розробили єзуїтські вчені. Однак, оскільки корейський календар тепер базується на фазі місяця, яку можна побачити з Кореї, іноді календар відрізняється від традиційного східноазійського календаря на один день. Як наслідок, деколи Новий рік у різних країнах відрізняється на один день, востаннє це сталося у 1997 році.
У Північній Кореї з 1997 року для нумерації років використовується календар чучхе за датою народження засновника держави Кім Ір Сена.

### Особливості
- 12 земних гілок (тварин) за китайським зодіаком, які використовувалися для відліку годин і років;
- Десять небесних стовбурів, які були об'єднані з 12 земними гілками, щоб утворити шістдесятирічний цикл;
- Двадцять чотири сонячні терміни (절기, 時憲節氣, чольґі) у році, з інтервалом приблизно 15 днів;
- Синодичні місяці, включаючи високосні, що додаються кожні два-три роки.

## Дні тижня
Варто зазначити, що традиційний корейський календар не має поняття «дні тижня»: нижче наведені відповідні назви днів тижня у григоріанському календарі.
| Українська назва | Корейська назва   | Відповідний астрономічний об'єкт | Елемент |
| ---------------- | ----------------- | -------------------------------- | ------- |
| Неділя           | Ірьоіль (일요일)  | Сонце                            |         |
| Понеділок        | Ворьоіль (월요일) | Місяць                           |         |
| Вівторок         | Хвайоіль (화요일) | Марс                             | Вогонь  |
| Середа           | Суйоіль (수요일)  | Меркурій                         | Вода    |
| Четвер           | Моґьоіль (목요일) | Юпітер                           | Дерево  |
| П'ятниця         | Кимьоіль (금요일) | Венера                           | Метал   |
| Субота           | Тхойоіль (토요일) | Сатурн                           | Земля   |

## Місяці
У сучасній корейській мові місяці як традиційного, так і західного календарів називаються китайсько-корейськими числівниками з суфіксом -воль(월), китайсько-корейським словом «місяць». Традиційно, коли йшла мова про місяці народження осіб, місяці календаря танґун, то називали за допомогою додавання префікса корейської назви тварини, пов'язаної з кожною земною гілкою в китайському зодіаку, до слова «таль/даль» (달), корейського слова «місяць». Крім того, перший, одинадцятий та дванадцятий місяць мають інші корейські назви, що подібні до традиційних китайських назв місяців.
| Сучасна корейська | Сучасна корейська | Традиційна корейська         | Традиційна корейська    | Відповідна дата у григоріанському календарі (щорічно дати зсуваються у зв'язку з місячним циклом) |
| Переклад          | Корейська назва   | Переклад                     | Корейська назва         | Відповідна дата у григоріанському календарі (щорічно дати зсуваються у зв'язку з місячним циклом) |
| ----------------- | ----------------- | ---------------------------- | ----------------------- | ------------------------------------------------------------------------------------------------- |
| Місяць 1          | Іроль (일월)      | Місяць тигра                 | Хоран'ідаль (호랑이달)  | 21 січня — 20 лютого                                                                              |
| Місяць 1          | Іроль (일월)      | Первинний місяць             | Чанволь (정월, 正月)    | 21 січня — 20 лютого                                                                              |
| Місяць 2          | Іволь (이월)      | Місяць кролика               | Тхоккідаль (토끼달)     | 20 лютого — 21 березня                                                                            |
| Місяць 3          | Самволь (삼월)    | Місяць дракона               | Йондаль (용달)          | 21 березня — 20 квітня                                                                            |
| Місяць 4          | Саволь (사월)     | Місяць змії                  | Пемдаль (뱀달)          | 20 квітня — 21 травня                                                                             |
| Місяць 5          | Оволь (오월)      | Місяць коня                  | Мальдаль (말달)         | 21 травня — 21 червня                                                                             |
| Місяць 6          | Юволь (유월)      | Місяць вівці                 | Яндаль (양달)           | 21 червня — 23 липня                                                                              |
| Місяць 7          | Чхіроль (칠월)    | Місяць мавпи                 | Вонсун'ідаль (원숭이달) | 23 липня — 23 серпня                                                                              |
| Місяць 8          | Пхароль (팔월)    | Місяць півня                 | Такталь (닭달)          | 23 серпня — 23 вересня                                                                            |
| Місяць 9          | Куволь (구월)     | Місяць собаки                | Кедаль (개달)           | 23 вересня — 23 жовтня                                                                            |
| Місяць 10         | Сіволь (시월)     | Місяць свині                 | Тведжідаль (돼지달)     | 23 жовтня — 22 листопада                                                                          |
| Місяць 11         | Сібіроль (십일월) | Місяць щура                  | Чвідаль (쥐달)          | 22 листопада — 22 грудня                                                                          |
| Місяць 11         | Сібіроль (십일월) | Місяць зимового сонцестояння | Тонджітталь (동짓달)    | 22 листопада — 22 грудня                                                                          |
| Місяць 12         | Сібіволь (십이월) | Місяць бика                  | Содаль (소달)           | 22 грудня — 21 січня                                                                              |
| Місяць 12         | Сібіволь (십이월) | Передноворічний місяць       | Сотталь (섣달)          | 22 грудня — 21 січня                                                                              |

## Свята
Місячний календар використовується для відзначення традиційних свят, таких як Соллаль, Чхусок і День народження Будди. Він також використовується для поминальних служб Чеса за предками та відзначення днів народження старшими корейцями.
| Свято         | Значення                                                    | Заходи | Дата (за традиційним календарем)     |
| ------------- | ----------------------------------------------------------- | --- | ------------------------------------ |
| Соллаль       | Перший день місячного календаря                             | На могилі предків відбувається родова панахида, обмінюються новорічними привітаннями з родиною та сусідами; поклони старшим (세배, 歲拜, себе), традиційна корейська гра ют норі (윷놀이) | 1 день місяця 1                      |
| Теборим       | Перший повний місяць                                        | Привітання місяця (달맞이, тальмаджі), запуск повітряних зміїв, підпалювання талісманів від злих духів (액막이 태우기, екмаґі тхеуґі), вогнища (달집 태우기, тальджіп тхеуґі)             | 15 день місяця 1                     |
| Мосимналь     | Свято для слуг                                              | Прибирання, церемонія повноліття, шаманський обряд рибалок (영등굿, йондинґут) | 1 день місяця 2                      |
| Самджінналь   | Повернення ластівок                                         | Боротьба на ногах, ворожіння | 3 день місяця 3                      |
| Хансік        | Початок сільськогосподарського сезону                       | Відвідування і прибирання родової могили для здійснення обряду | 105 день після зимового сонцестояння |
| Чхопхаіль     | День народження Будди                                       | Йондинхве (Фестиваль ліхтарів) | 8 день місяця 4                      |
| Тано          | Весінній фестиваль                                          | Миття волосся ірисовою водою, боротьба (씨름, ссірим), дарування віял | 5 день місяця 5                      |
| Юду           | Привітання води                                             | Миття волосся, щоб змити невдачу | 15 день місяця 6                     |
| Чхільсок      | День зустрічі Кьонву та Джікньо в корейській народній казці | Плетіння тканини | 7 день місяця 7                      |
| Пекчун        | Поклоніння Будді                                            | Поклоніння Будді | 15 день місяця 7                     |
| Чхусок        | Свято врожаю                                                | Відвідування могили предків, піднесення раннього рисового зерна, хоровод. | 15 день місяця 8                     |
| Чун'янджоль   | Прощання з перелітними горобцями                            | Святкування осени віршами та малюванням, насолода природою | 9 день місяця 9                      |
| Сотталь Кимим | Переддень Нового року                                       | Не спати всю ніч із відкритими дверима, щоб привітати духів предків | Останній день місяця 12              |

Є також багато локальних свят, які відзначаються за місячним календарем.